# Maria Helena Manzan
Maria Helena Manzan (Tupaciguara, 1960) è una pittrice brasiliana.

## Biografia
Nata in Brasile da padre veneto e madre brasiliana, è laureata in accademia d’arte presso l’Università Federale di Uberlândia.
Dalla fine degli anni ‘90 comincia ad esporre in America ed Europa. Dal 2002 si trasferisce definitivamente in Italia a Castel San Vincenzo (IS)dove vive e lavora.
Manzan ha tenuto numerose mostre in Brasile e in Italia, e poi a New York, Londra, Lisbona, e Novosibirsk.
È stata presente alla 54ª Edizione della Biennale di Venezia dal 4 giugno al 27 novembre 2011.

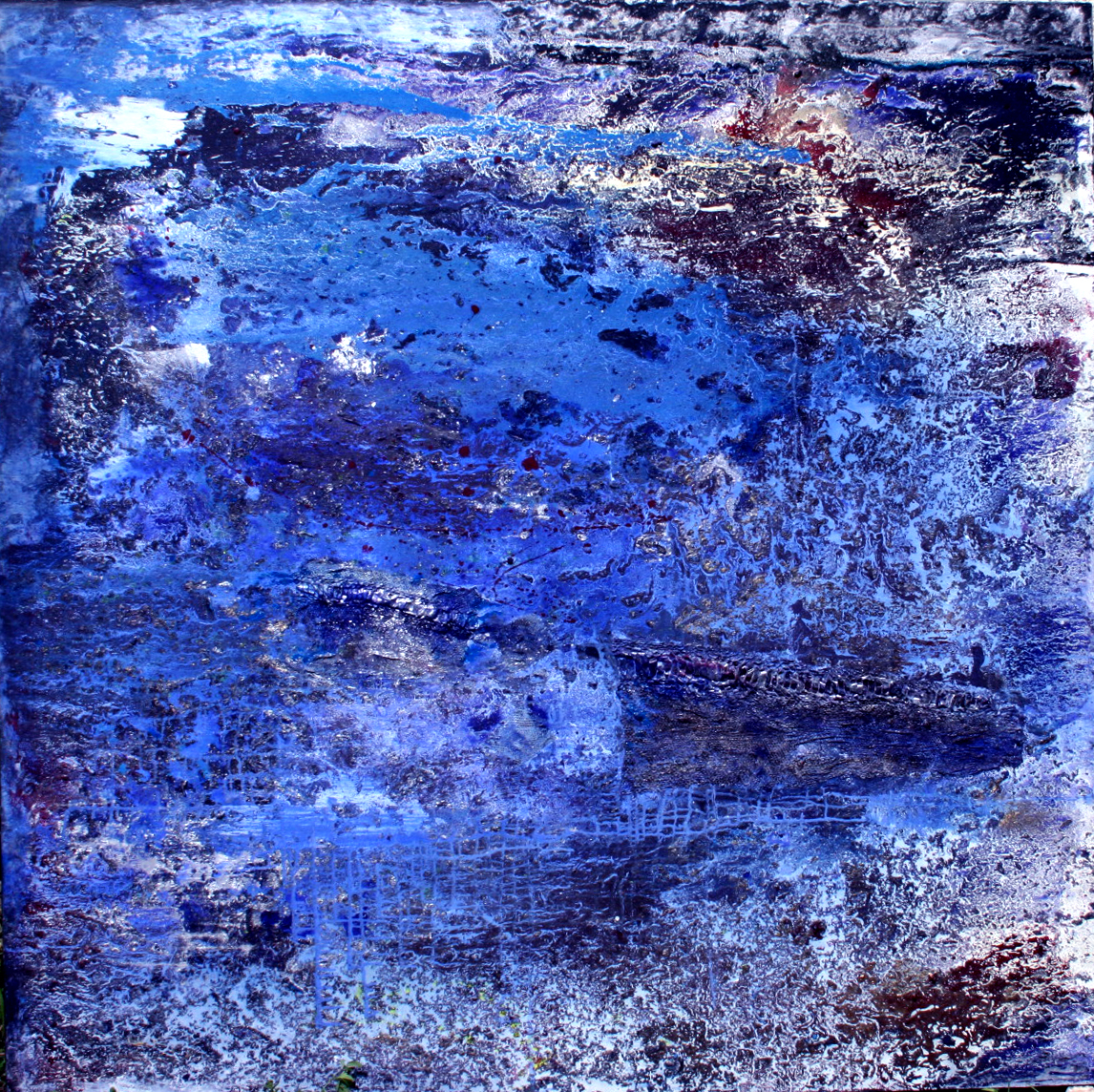
Iceberg tropicale, 2010

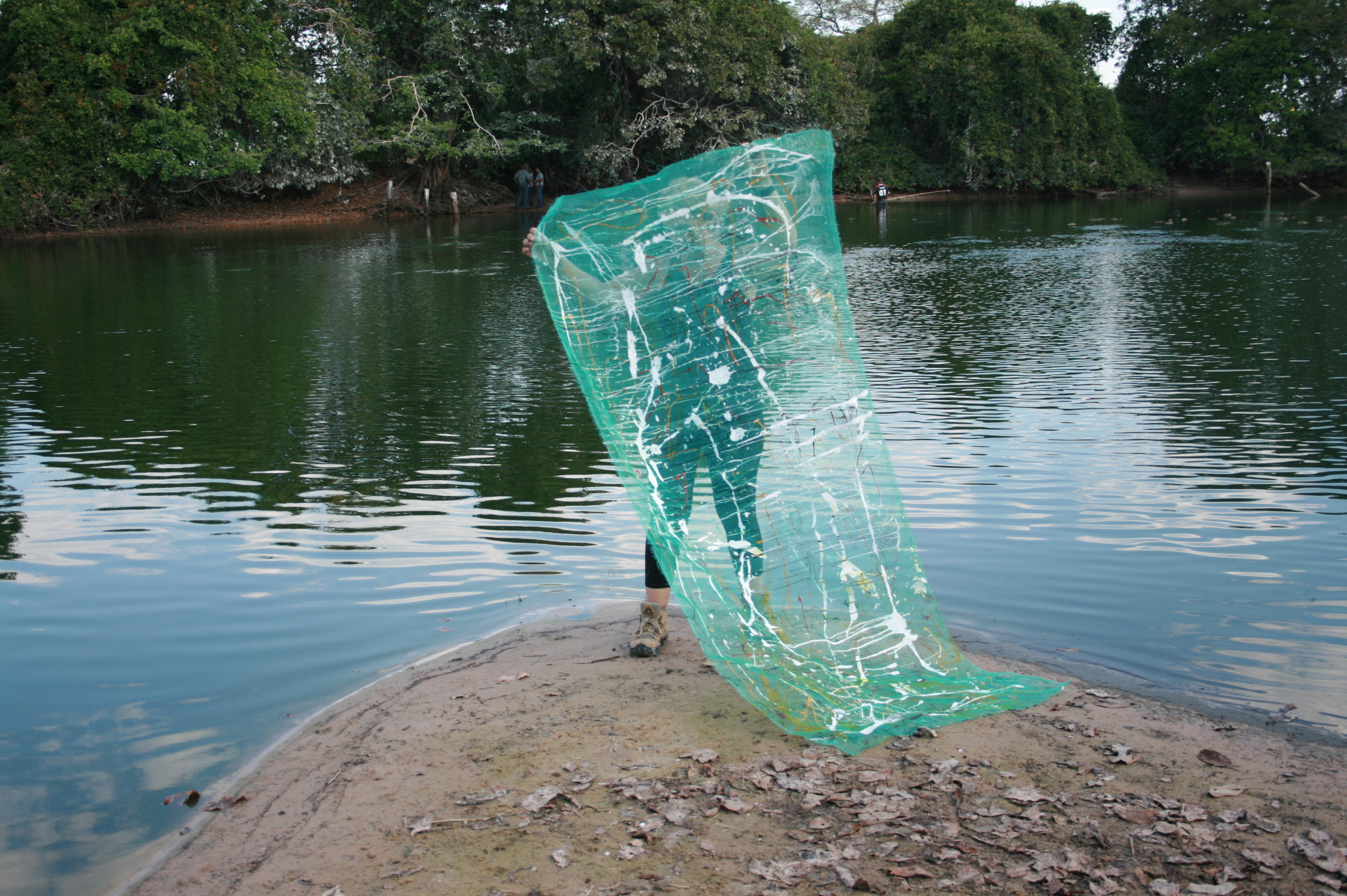
Corpo e opera II

## Mostre
- 2019 Due Mondi, Elena Ciamarra & Helena Manzan, Matera, Capitale della Cultura, IT
- Archetypart 3, Castello Svevo di Termoli, By Antonio Picariello, Termoli, IT
- Archetyp’art 2, Galleria La Revuelta, By Antonio Picariello, Siviglia, Spagna, ES
- Archetyp’Art 1, By Antonio Picariello, Galleria Cesare Olmastroni di Palazzo Patrizi, Siena, IT
- 2018 Novosibirsk graphic art triennal, Novosibirsk State Museum - Russia.
- 2017 Sogno e Realtà, Galleria La Nuvola, a cura di Eva Belline, Roma, IT.
- 2017 Premio Internazionale Paolo Levi. Palazzo Clerici, Milano, IT,
- 2016 Biennale International Art Meeting, Milano, IT..
- 2015 Biennale Internazionale D’arte di Palermo, Palazzo Sant’Elia. Palermo,IT.
- 2014 Spoleto Incontra Venezia, Palazzo Falier, Venezia, IT.
- 2013 Archetyp’Art Araguaia, Galleria Elizabeth Nasser, Uberlandia,(MG) Brasile.
- 2012 Novosibirsk State Art Museum, International Triennial of Contemporary, Novosibirsk, Russia.
- 2012 Energia animale, Testo di Antonio Picariello. Universiade Federal de Uberlandia, Brasile.
- 2012 Labirinto e saudade della creazione magica. A cura di Antonio Picariello. Aeroporto Leonardo da Vince, Fiumicino, IT.
- 2011 Padiglione Italia, 54 Biennale di Venezia a cura di Vittorio Sgarbi,IT.
- 2010 Back to Italy. Testo Luca Beatrice. MACI – Museo Arte Contemporanea di Isernia, Italia.
- 2009 Artesegno Galleria Arte Contemporanea, Udine, Italia.
- 2007 Energia Animale, a cura di Antonio Picariello. Abbazia di Castel San Vincenzo al Volturno (IS), Italia.
- 2007 Novosibirsk State Art Museum, International Biennial of Contemporary, Siberia, Russia.
- 2007 Castel Dell’Ovo, Esasperatismo Nell’Arte, Napoli, Italia.
- 2006 “Minimalia” Galleria L’Atelier .Napoli, Italia.
- 2005 “Isart” MACI - Museo d’Arte Contemporanea di Isernia, Italia.
- 2005 Brasilia 45 Anos. Plenário da Câmera dos Deputados. Minas Gerais. Brasile.
- 2004 REALISMO ESPIRITUAL, Polo Nautico Navale. Salerno. Italia.
- 2003 Rose’s Choise .Museo Internazionale della Musa, Scontrone. Italia.
- 2002 Colore del Brasile , Palazzo Annunziata, Sulmona. Italia.
- 2002 Premio Agazzi 2002”, Bergamo. Italia.
- 2002 Centenario Guglielmo Marconi. Castellaneta. Taranto, Italia.
- 2001 Art Expo. Javits Convention Center. New York. Stati Uniti.
- 2000 Cheese AL Saints’ Church. Roma, Italia.

## Collezioni
- Museu Edson Queiroz , Fortaleza (CE) Brasile.
- Pinacoteca Guglielmo Marconi, (Taranto) Italia;
- Chiesa San Martino, Castel San Vincenzo, (IS) Italia.
- Edson Arantes do Nascimento, (Pelè). Rio di Janeiro, Brasile.
- Canning House Library, (London).
- MACI Museo Arte Contemporanea,(IS) Italia.